# 夜行人生
是一部於2016年上映的美國犯罪劇情電影，由班·艾佛列克執導、編劇和監製，劇情改編自丹尼斯·勒翰的2012年同名小說。主要講述美國黑幫份子喬·考夫林的故事，由艾佛列克、艾丽·范宁、布蘭頓·葛利森、克里斯·梅希納、席艾娜·米勒、柔伊·莎達娜與克里斯·庫柏等人領銜主演。
電影於2016年12月25日在美國有限上映，2017年1月13日廣泛發行。發行後的外界口碑以差評居多，還因為票房失利成為票房炸彈。

## 劇情
1926年，波士頓警察隊長湯瑪士·考夫林之子喬·考夫林愛上了黑幫首領艾伯特·懷特的情人艾瑪·古德。湯瑪士反對這段關係，並要求喬停止他的不法行為，警告喬他的犯罪行為將會得到報應。懷特的對手、義大利黑幫首領馬索·佩斯卡托發現了喬與艾瑪的戀情，決定以此威脅喬為他效力，要喬殺死懷特。喬一口回絕，決定與艾瑪一同逃往洛杉磯。為了籌措旅費，喬與同夥狄翁·巴托羅策畫了一場銀行搶案。在得手後，喬與警方展開了飛車追逐，造成三名警察喪生。喬試圖與艾瑪離開，但艾瑪出賣了他。喬被懷特和其手下痛毆，這時前來逮捕喬的警察抵達，懷特見狀只能收手，放了喬一命。
湯瑪士告訴喬，艾瑪在與警方的飛車追逐中，連人帶車衝入湖中死亡。他還威脅卡爾文·龐德蘭特督察（Calvin Bondurant），要他以較輕的罪名來審判喬。喬被送進監獄服刑三年。三年後，喬出獄了。然而，湯瑪士於喬出獄前的兩週逝世，死因為心臟病。為了對懷特展開復仇行動，喬自願加入了馬索的陣營，並奉命前往佛羅里達州坦帕的伊波市拓展私酒市場，同時對懷特的私酒事業展開攻擊。喬與狄翁重新連繫，一同負責馬索在該區的私酒、賭場及毒品事業。喬還與當地古巴商人的妹妹葛拉謝拉·柯拉萊斯發展出戀情，兩人很快就結為連理。
喬與當地警長厄文·費吉斯結為好友。厄文的女兒蘿莉塔前往好萊塢當女演員，但後來卻淪落為一名海洛因成癮的妓女。厄文的小舅子R·D·普拉特（RD Pruitt）和當地的三K黨成員開始襲擊喬的俱樂部，並殺害他的手下。喬用蘿莉塔淪落不良產業的照片與地址威脅厄文出賣普拉特。喬殺死了普拉特，並與手下擊潰了三K黨在佛羅里達州的勢力。意識到禁酒令將會解除的喬不願遵照馬索的命令投資毒品，反而決定興建賭場。喬打算說服政府讓賭博合法化，但戒除毒癮的蘿莉塔變成了虔誠的基督徒，開始四處演講，要民眾反對興建賭場。她的演講廣受歡迎，政府因而決定不讓賭博合法化。
喬料到馬索會大發雷霆，特別是因為喬仍不願投資毒品。在一次會面中，蘿莉塔與喬相互傾訴自己的罪惡，喬暗示他利用蘿莉塔的相片威脅他父親。幾天後，蘿莉塔自殺身亡。一天，喬意外得知艾瑪尚未身亡。馬索與懷特結盟，打算聯手殺掉喬。喬早就料到馬索會背叛他，便利用艾瑪尚未身亡的消息來讓懷特分心。狄翁與其手下透過用來走私私酒的地下隧道伏擊馬索的人馬。喬殺了懷特、馬索和馬索之子迪戈。事成後，喬將領導權交給了狄翁，隨後便前往佛羅里達州的妓院與艾瑪見面。艾瑪道出了她詐死的手法，並表示兩人當時在一起也很開心，歡迎喬再來找她玩玩。塵埃落定後，喬與葛拉謝拉搬到邁阿密住了下來，並育有一個兒子。兩人建了一些收容所去幫助那些無家可歸的孩子們。一天，因蘿莉塔之死而發瘋狂的厄文持槍朝喬的房子掃射，葛拉謝拉中彈身亡，喬為了自衛而射殺了厄文。悲痛萬分的喬將葛拉謝拉葬在她的祖國古巴，並將他剩餘的心力全數投入慈善事業。

## 演員
- 班·艾佛列克 飾演 喬·考夫林（Joe Coughlin）
- 布蘭頓·葛利森 飾演 湯瑪士·考夫林（Thomas Coughlin），喬的父親，警察高官。
- 克里斯·梅希納 飾演 狄翁·巴托羅（Dion Bartolo），喬的同伙。
- 艾兒·芬妮 飾演 蘿莉塔·費吉斯（Loretta Figgis），厄文的女兒。
- 柔伊·莎達娜 飾演 葛拉謝拉·柯拉萊斯（Graciela Corrales），喬的妻子。
- 克里斯·庫柏 飾演 厄文·費吉斯（Irving Figgis），坦帕当地的警察高官，蘿莉塔的父親。
- 席安娜·米勒 飾演 艾瑪·古爾德（Emma Gould），艾伯特的情妇，喬的情人。
- 勞勃·葛林尼斯特（英语：Robert Glenister） 飾演 艾伯特·懷特（Albert White），爱尔兰黑帮首领。
- 泰塔斯·威利弗 飾演 提姆·希基（Tim Hickey）
- 雷默·吉羅內（英语：Remo Girone） 飾演 馬索·佩斯卡托（Maso Pescatore），意大利黑帮首领。
- 馬克斯·凱塞拉 飾演 迪戈·佩斯卡托（Digger Pescatore），馬索·佩斯卡托的兒子。
- 馬吉爾（英语：Miguel (singer)） 飾演 艾斯特班·蘇亞雷斯（Esteban Suarez）

## 製作
華納兄弟於2012年4月買下丹尼斯·勒翰的2012年小說《夜行人生》的電影改編權，並打算交給亞壁古道影業拍，間接讓李奧納多·狄卡皮歐主演該片。10月，據報導，班·艾佛列克將執導、編劇並主演該片；他亦將與珍妮佛·陶德透過兩人的製片公司珍珠街電影公司與亞壁古道影業的狄卡皮歐和珍妮佛·戴維森·基洛蘭一同擔任製片人。

## 發行
2013年11月，華納兄弟將電影的上映日排在2015年聖誕節。2014年5月，後被改至2016年10月17日；2015年8月，電影又延期到2017年的一個未知日期。2016年3月，華納兄弟證實，電影將於2017年10月20日在美國上映。2016年6月，上映日有改至2017年1月13日。2016年10月，電影於2017年1月13日前，定於2016年12月25日在美國有限上映。

### 評價
電影收穫了普遍影評人的差評。根據爛蕃茄上收集的241篇專業影評文章，其中83篇給出了「新鮮」的正面評價，「新鮮度」為34%，平均得分5.2分（滿分10分），網站影評家共識評論：「《夜行人生》擁有視覺風格和令人印象深刻的演員陣容，但他們迷失在一個潛在的犯罪傳奇中，製片人、導演和明星班·艾佛列克重新審視熟悉的主題，效果逐漸減弱。」。而基於另一影評網站Metacritic上的43篇評論文章，其中9篇予以好評，3篇差評，31篇褒貶不一，平均分為49（滿分100）。據CinemaScore調查，觀眾的平均評價於A+至F間落於「B」。

### 票房
截至2017年1月15日，電影於美國及加拿大的總票房為560萬美元，其他地區890萬美元。而其生產預算則是6,500萬美元。在發行的頭兩天，《夜行人生》共進帳49,000美元（包括首映當天的33,000美元），四家劇院的平均票房為8,250美元，名列第34位。在北美，電影與剛上映的《怪獸卡車》、《冤親債主》及《限時救援》和廣泛發行的《沉默》以及《愛國者行動》共同競爭。據預測，在為期四天的馬丁·路德·金紀念日首映週，該片大約能在2,822家劇院中收穫約1,000萬美元的票房。《夜行人生》最終以540萬美元（四天共計640萬美元）結束該週，僅位居第11名。Deadline.com將悽慘的首映票房歸咎於其週末過於擁擠，以及缺乏影評人讚譽的聲音。該週54%的觀眾為男性，88%的觀眾年齡是25歲以上。

## 榮譽
- 第22屆評論家選擇獎（英语：22nd Critics' Choice Awards）
  - 提名-最佳藝術指導：傑西·岡作（英语：Jess Gonchor）和南茜·黑格（英语：Nancy Haigh）

## 外部連結
- 官方网站
- 互联网电影数据库（IMDb）上《夜行人生》的资料（英文）
- Box Office Mojo上《夜行人生》的資料（英文）
- 爛番茄上《夜行人生》的資料（英文）
- Metacritic上《夜行人生》的資料（英文）
- AllMovie上《夜行人生》的资料（英文）
- 開眼電影網上《夜行人生》的資料（繁體中文）
- 时光网上《夜行人生》的資料（简体中文）
- 豆瓣电影上《夜行人生》的資料 （简体中文）